# ۱-بوتن
۱-بوتن (به انگلیسی: 1-Butene) یک ترکیب شیمیایی است. شکل ظاهری این ترکیب، گاز بی‌رنگ است.